# 안디어군
안디어군(Andic languages)은 북동카프카스어족의 한 분파이다. 흔히 디도어, 아바르어 등과 함께 아바드안디어파(또는 '아바르-안디-디도어파')로 묶인다.

## 하위 분파
- 안디어
- -
  - 아흐바흐어
  - -
    - 카라타어
    - -
      - 보틀리흐어
      - 고도베리어
      - 차말랄어
      - -
        - 바그발랄어
        - 틴디어